# Moortown

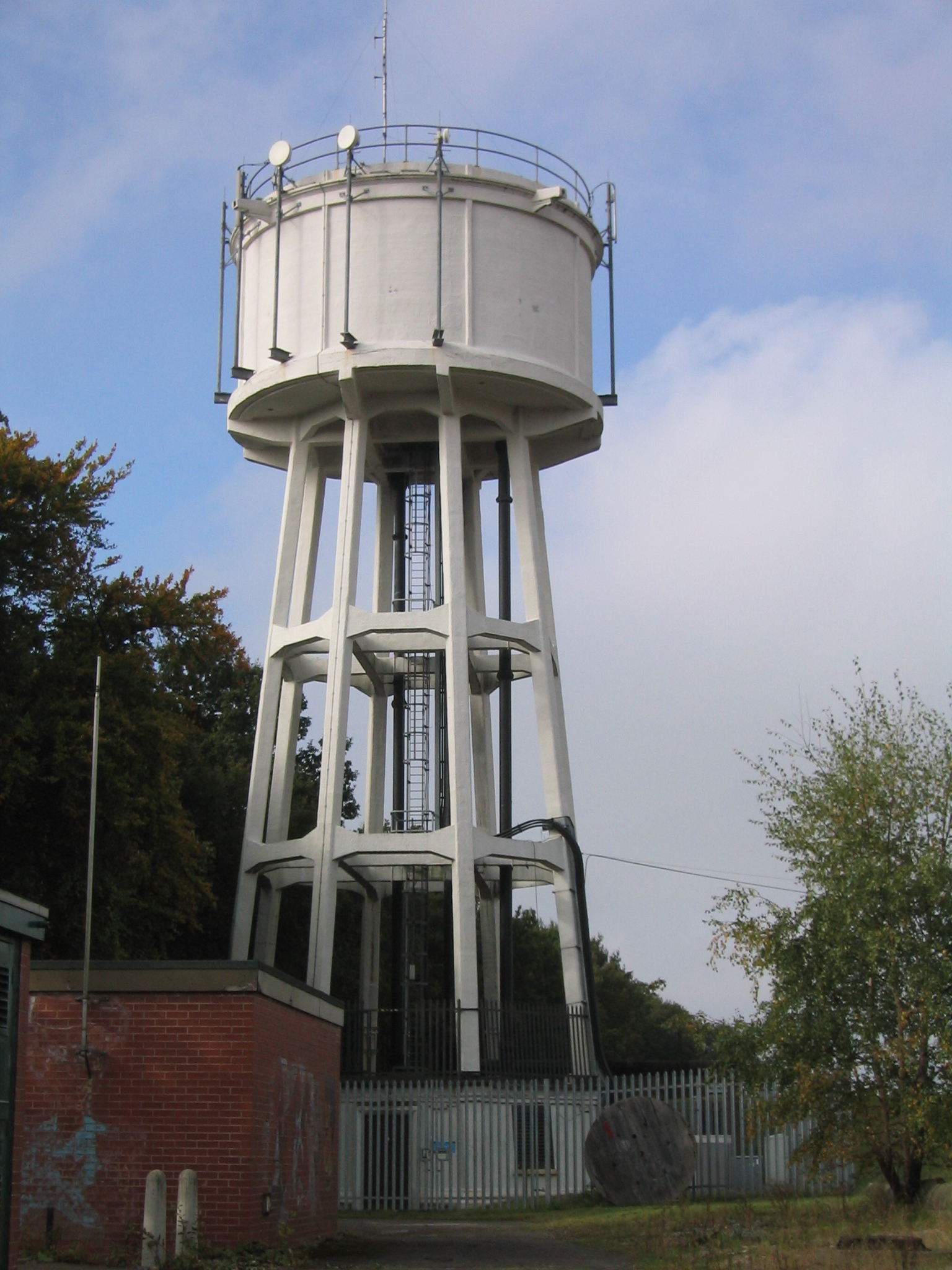
Vattentornet i Moortown, norr om Ring Road.

Moortown är en stadsdel i norra Leeds i England i Storbritannien. Stadsdelen är relativt välbärgad och har en stor andel judisk befolkning. Moortown tillhör området med postkoden LS17. Stadsdelen är belägen mellan Roundhay och Brackenwood i öst och Weetwood i väst, med Chapel Allerton söder om stadsdelen, och Alwoodley norr om den. Moortown är så gott som synonymt med Moor Allerton.